# Francisco de Borja Téllez-Girón y Pimentel
Francisco de Borja Téllez-Girón y Pimentel (Madrid, 6 d'octubre 1786 - Pozuelo de Alarcon, 21 de maig, 1820), catorze comte d'Ureña, desè primer marquès de Peñafiel, senyor de la vila de Morón de la Frontera, Archidona, El Arahal, Olvera, Ortejicar, Cazalla de la Serra, Tiedra, Gumiel d'Izán a l'Inza, i Briones, comte de Fontanar, cambrer major del Rei, Notari major dels Regnes de Castella, comte-duc de Benavente, Béjar, Gandia, els Arcs, comte de Mayorga, Belacázar, marquès de Lombay, de Zahara, duca di Montacuto a Sardenya, primer tinent del Regiment de Reials Guàrdies d'Infanteria espanyola, tinent coronel del Regiment de Voluntaris de la Corona, cavaller de Calatrava (1796), Gran Creu de l'Ordre de Carles III, gentilhome de cambra amb exercici i servitud de Carles IV i Ferran VII), fou un noble espanyol.
Francisco Téllez-Girón era el setè fill de Pedro Téllez-Girón (1756–1807) i va ser el 10è duc d'Osuna des de 1807. Es va casar el 1802 amb la comtessa Marie Françoise Philippine Beaufort-Spontin (1785–1830), filla de Frederic August Alexandre, duc de Beaufort-Spontin i de la seva esposa Leopoldina Álvarez de Toledo (1760–1792), que al seu torn era filla de Pedro de Alcántara Álvarez de Toledo y Silva, 12è duc de l'Infantado. El seu fill, l'XI duc, Pedro de Álcantara va néixer el 1810, però va morir el 1844 sense descendència.